# 李相龍

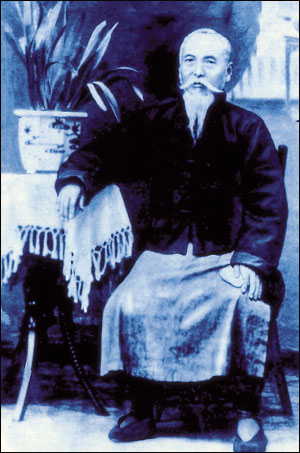
李相龍

李相龍（韓語：이상룡，1858年11月24日—1932年），本名李象羲（이상희）、李啓元（이계원），字萬初（만초），号石洲（석주），韩国独立运动家，1925年9月24日至1926年1月任大韩民国临时政府第三任总统。。